# Arnd Neuhaus
Arnd Neuhaus (Hagen, 26 settembre 1967) è un ex cestista tedesco.

## Carriera
Con la Germania ha disputato i Giochi olimpici di Barcellona 1992 e i Campionati mondiali del 1994.

## Palmarès
- Campionato tedesco: 1

Bayer Leverkusen: 1990-91
- Coppa di Germania: 2

Bayer Leverkusen: 1991
Brandt Hagen: 1994